# Domenico Barbaro
Domenico Barbaro, detto  l'australiano (Platì, 5 maggio 1937 – Platì, 11 dicembre 2016), è stato un mafioso italiano dell'omonima famiglia di 'ndrangheta.
Da non confondere con Domenico Barbaro che nel 1954 uccise in una faida Francesco Mammoliti e che fu ucciso a Perugia nel 1978.

## Storia
Da piccolo emigra con la famiglia in Australia, da cui fu cacciato per numerosi reati nel 1954 nell'area di Adelaide.
Negli anni '70 gli viene concesso un permesso dal ministro dell'immigrazione australiano Al Grassby (accusato poi di collusioni con i Sergi-Trimboli ma fu poi prosciolto), per tornare in Australia a visitare la madre ammalata e che sfrutta per consegnare il denaro guadagnato dai sequestri di persona fatti nel nord Italia da alcune 'ndrine, tra cui la sua, agli affilati d'oltreoceano.
Al ritorno, viene arrestato con l'accusa di aver sequestrato Pierangelo Bolis, poi rilasciato il 6 febbraio 1974 a Cinisello Balsamo. La somma consegnata in Australia era la stessa di quella del riscatto.
In quegli anni inizia a diventare sempre più influente nell'organizzazione, anche in virtù dei suoi rapporti con il continente australiano.
il 10 luglio 2008 nell'operazione Cerberus della Guardia di Finanza viene arrestato a Buccinasco, nella provincia di Milano.
Ad oggi è sotto processo per l'inchiesta Cerberus del 2008 e per la Parco Sud del 2009.
Nell'ottobre 2013 viene liberato per decorrenza dei termini, a causa del dell'annullamento con rinvio dei processi da parte della cassazione.
Muore a Platì l'11 dicembre 2016, il 13 dicembre si sono svolti i suoi funerali.